# Minutemen
För andra betydelser, se Minuteman (olika betydelser).
Minutemen var ett amerikanskt punkrockband, bildat i San Pedro, Los Angeles, och aktivt mellan 1980 och 1985. Det bestod av gitarristen och sångaren D. Boon, basisten Mike Watt och trummisen George Hurley.

## Historik
D. Boon och Mike Watt spelade under 1970-talet tillsammans i flera olika band och blev i mitten årtiondet influerade av den då rådande punkvågen. Efter att deras band The Reactionaries splittrats bildade de 1980 Minutemen tillsammans med trummisen Frank Tonche, som snart dock byttes ut mot George Hurley. 
Namnet ryktas komma av att de flesta av deras låtar var runt en minut långa, men är i själva verket en anspelning på uttryck som ofta används av amerikanska konservativa/reaktionära grupper i många syften - som i sin tur anspelar på amerikanska revolutionen.
Bandet gav 1980 ut sin första EP, Paranoid Time, på SST Records och året efter albumdebuterade de med The Punch Line. De inledde också ett intensivt turnerande över hela USA, något som kännetecknade bandet under hela dess livstid. 1983 gav de ut albumen What Makes a Man Start Fires? och Buzz or Howl Under the Influence of Heat. De hade nu fått en ställning som ett av de populäraste banden på den amerikanska undergroundscenen, vilket befästes av dubbelalbumet Double Nickels on the Dime som släpptes 1984 och av många anses vara deras främsta. 1985 gav de ut albumet 3-Way Tie (For Last) och samarbetade med bandet Black Flag på EP:n Minuteflag.
I december 1985 omkom Boon i en bilolycka tillsammans med sin flickvän. Bandet upplöstes men Watt och Hurley bildade året därpå fIREHOSE tillsammans med gitarristen Ed Crawford.

## Diskografi

### Album
- 1981 – The Punch Line
- 1983 – What Makes a Man Start Fires?
- 1983 – Buzz or Howl Under the Influence of Heat
- 1984 – Double Nickels on the Dime
- 1985 – 3-Way Tie (For Last)
- 1987 – Ballot Result (live)

### EP:s
- 1980 – Paranoid Time
- 1981 – "Joy"
- 1982 – Bean Spill
- 1984 – Tour Spiel
- 1985 – Project: Mersh
- 1986 – Minuteflag (samarbete med Black Flag)
- 1993 – Georgeless (live)